# Polibio de Cos
Polibio de Cos (Polybius, Πολύβιος) fue un médico griego discípulo de Hipócrates, además de su yerno. Vivió en el siglo IV a. C. en la isla de Cos. Fue uno de los fundadores de la escuela dogmática de medicina, junto a sus cuñados Thessalus y Draco. Fue enviado junto a sus codiscípulos durante la época de peste a diferentes ciudades para asistir con sus técnicas médicas. Posteriormente se quedó en su tierra natal. Según Galeno, siguió implícitamente las opiniones y prácticas de Hipócrates, pero se ha puesto en duda la exactitud rigurosa de esta afirmación.
Tanto los historiadores antiguos como los modernos creen que fue el autor de varias de las obras de la colección hipocrática. Posiblemente son suyas De Natura Hominis, De Genitura, De Natura Pueri, De Salubri Victus Ratione, De Affectionibus y De Internis Affectionibus. Clemente de Alejandría le atribuye De Octimestri Partu, y Pseudo Plutarco le menciona como autor de De Septimestri Partu. De Natura Hominis (Sobre la naturaleza del hombre) es el primer texto conocido que esboza la Teoría de los cuatro humores (sangre, flema, bilis amarilla y bilis negra), aunque Galeno considera que De Natura Hominis es obra del propio Hipócrates.
Polio es mencionado varias veces por Galeno, principalmente en relación con diferentes obra de la colección hipocrática. También es mencionado por Celso, Caelius Aurelianus y Plinio el Viejo.